# المناظر الطبيعية في الضباب
المناظر الطبيعية في الضباب هو فيلم من نوع دراما أُصدر في 1988. الفيلم من توزيع New Yorker Films ‏، وهو من إخراج ثيودوروس أنجيلوبولوس، أما السيناريو فكان من كتابة ثيودوروس أنجيلوبولوس وتونينو جويرا وThanasis Valtinós ‏.

## القصة
تقع أحداث الفيلم في اليونان.

## طاقم التمثيل
- Vasilis Bouyiouklakis  [لغات أخرى]‏
- Yannis Fyrios  [لغات أخرى]‏
- نيكوس كوروس  [لغات أخرى]‏
- Christoforos Nezer (d. 1995) [الإنجليزية]‏
- Michael Giannatos [الإنجليزية]‏
- Dimitris Kaberidis  [لغات أخرى]‏
- Aliki Georgouli  [لغات أخرى]‏
- Ilias Logothetis  [لغات أخرى]‏
- Gerasimos Skiadaresis [الإنجليزية]‏
- Eva Kotamanidou [الإنجليزية]‏
- Toula Stathopoulou  [لغات أخرى]‏
- Grigoris Evangelatos  [لغات أخرى]‏
- Vasilis Kolovos [الإنجليزية]‏
- Stratos Tzortzoglou [الإنجليزية]‏
- فانجيليس كازان
- Vasia Panagopoulou [الإنجليزية]‏

## الإنتاج
موسيقى الفيلم التصويرية كانت من تأليف إليني كاريندرو.

## وصلات خارجية
- المناظر الطبيعية في الضباب على موقع IMDb (الإنجليزية)
- المناظر الطبيعية في الضباب على موقع روتن توميتوز (الإنجليزية)
- المناظر الطبيعية في الضباب على موقع نتفليكس (الإنجليزية)
- المناظر الطبيعية في الضباب على موقع ألو سيني (الفرنسية)
- المناظر الطبيعية في الضباب على موقع Turner Classic Movies (الإنجليزية)
- المناظر الطبيعية في الضباب على موقع أول موفي (الإنجليزية)
- المناظر الطبيعية في الضباب على موقع فيلمافينيتي (الإسبانية)
- المناظر الطبيعية في الضباب على موقع قاعدة بيانات الأفلام السويدية (السويدية)
- المناظر الطبيعية في الضباب على موقع قاعدة بيانات الفيلم (الإنجليزية)
- المناظر الطبيعية في الضباب على موقع ليتربوكسد (الإنجليزية)